# Jan van den Eynde
Jan van den Eynde ou Vandeneynden (fin du XVIe siècle ou début du XVIIe siècle - 1674) est un éminent marchand, banquier, collectionneur d'art et mécène des arts flamand, et un membre de la famille van den Eynde,. Il est frère du collectionneur d'art et marchand flamand Ferdinand van den Eynde,, et père de l'homonyme de ce dernier Ferdinand van den Eynde, marquis de Castelnuovo,,. Les petites-filles de Van den Eynde sont Elisabeth van den Eynde, princesse du Belvédère et baronne de Gallicchio et Missanello,,, et Giovanna van den Eynde, princesse de Galatro et Sonnino,,.

## Première vie et famille
Van den Eynde est né à Anvers, aux Pays-Bas espagnols, dans une riche famille de marchands, d'artistes et de marchands d'art liés à la noblesse locale. Les Van den Eynde sont liés à plusieurs artistes néerlandais notables, y compris Brueghel, Jode et Lucas et Cornelis de Wael,. Lucas et Cornelis de Wael sont les neveux de Ferdinand van den Eynde,.

## Déménager en Italie

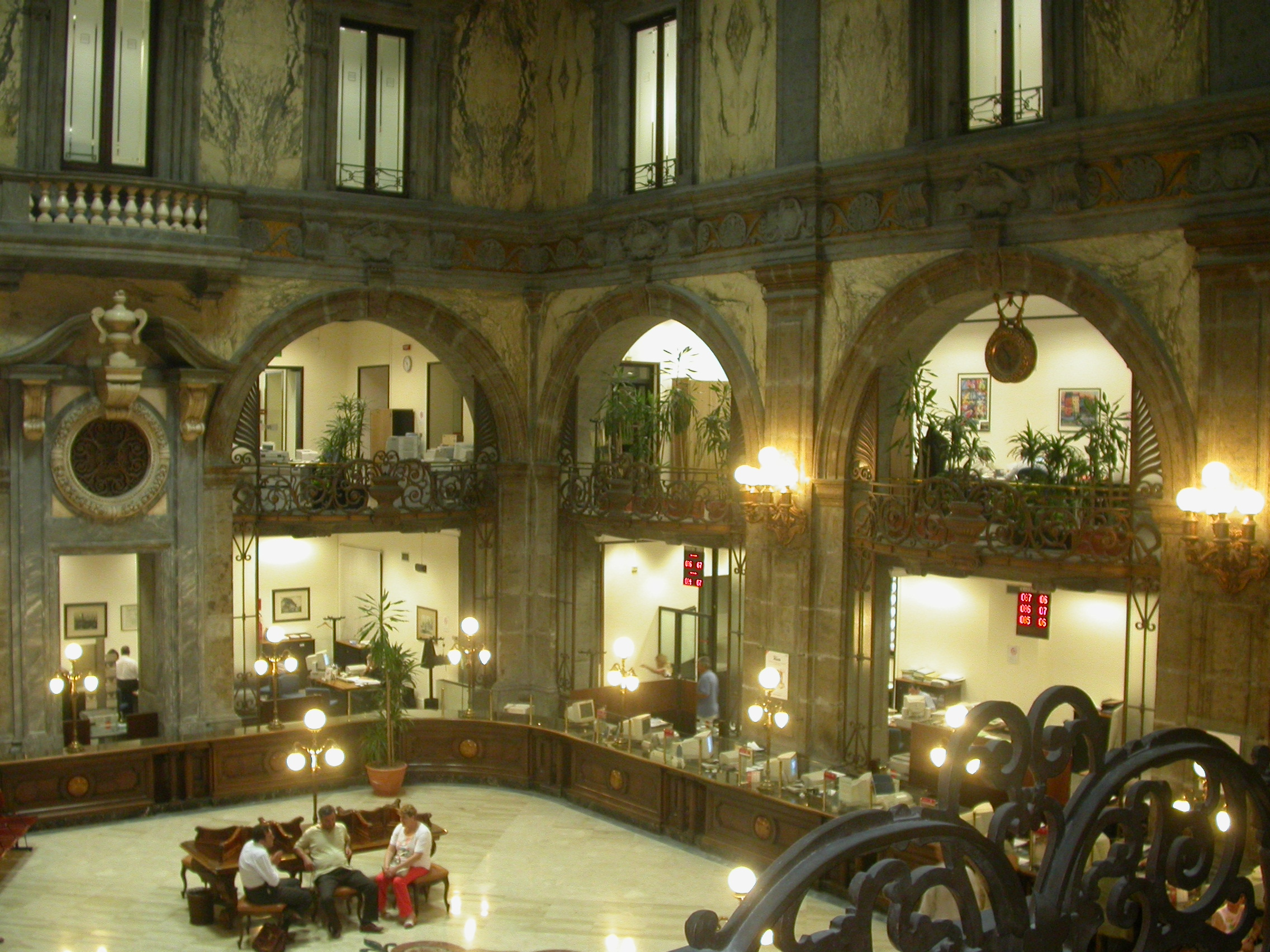
Cour intérieure du palais Zevallos

Au début du XVIIe siècle, au moins deux Van den Eyndes s'installent en Italie. Jan et son frère Ferdinand partent de Flandre soit ensemble, soit à des moments différents. Ferdinand serait actif à Venise depuis la deuxième décennie du XVIIe siècle,,,. Il s'installe plus tard à Gênes, vers 1619,, avant de passer au sud de l'Italie, à Rome.
Jan, en revanche, apparaît pour la première fois à Naples, car il n'a pas suivi son frère, ni à Venise ni à Gênes,,.
Entre 1633 et 1640, une épitaphe remarquable du frère de Jan Ferdinand est achevée à Rome par François Duquesnoy. Les putti inclus dans ce monument funéraire sont considérés comme l'une des plus grandes réalisations de Duquesnoy,. Giovanni Battista Passeri et Giovanni Pietro Bellori soulignent tous deux la renommée des putti de Van den Eynde, qui servent de modèles du putto infantile aux artistes contemporains. D'autres artistes notables font l'éloge du putti de Van den Eynde. Parmi eux, Johann Joachim Winckelmann (généralement un critique sévère de la sculpture baroque) et Pierre Paul Rubens, qui en demande une copie et commente: «Je ne sais pas comment [...] puis-je louer correctement leur beauté. c'est la nature, plutôt que l'art, qui les a formés; le marbre est ramolli en chair vivante. "

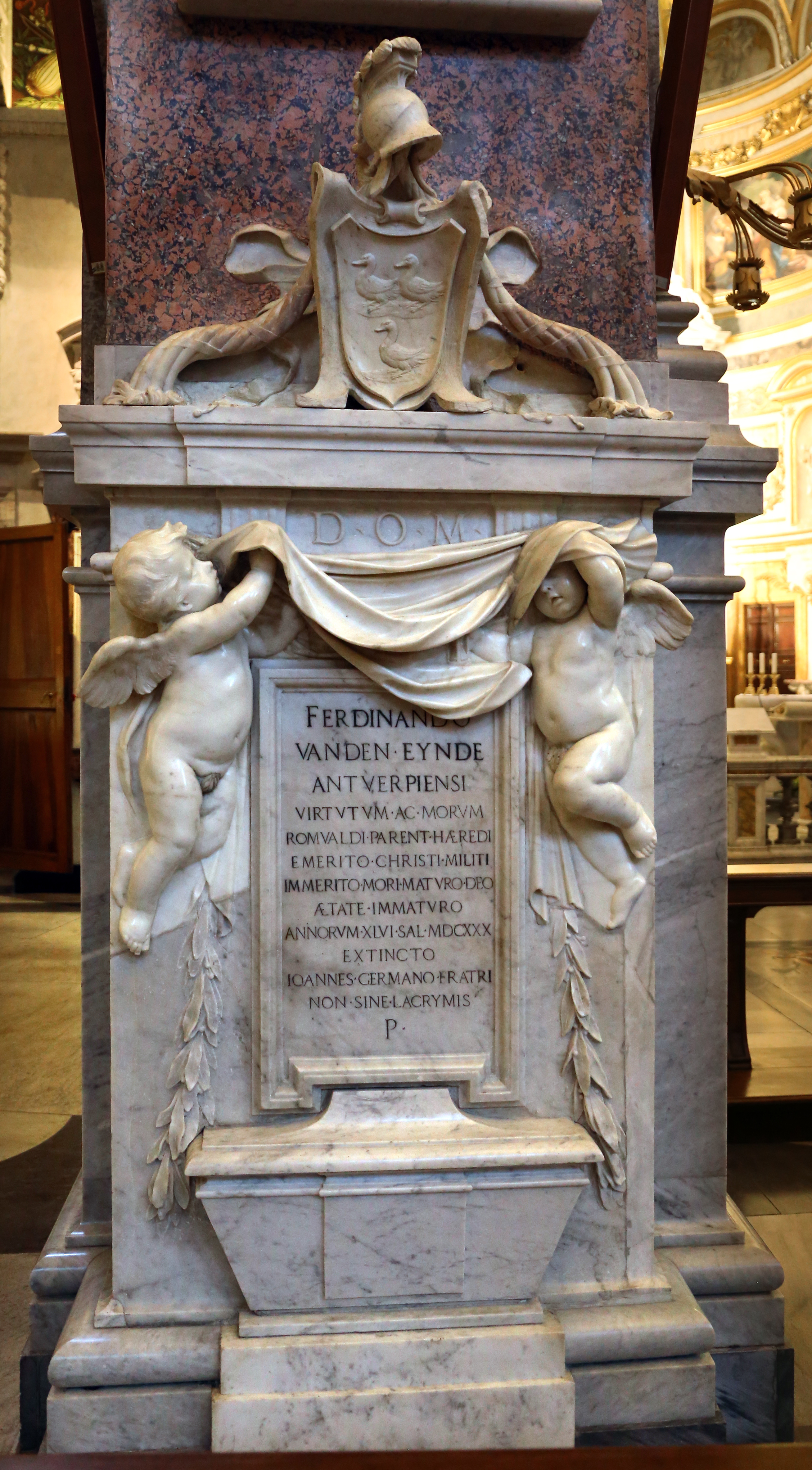
Tombe de Ferdinand van den Eynde par François Duquesnoy, église Santa Maria dell'Anima, Rome

Ferdinand meurt prématurément à Rome en 1630 et est enterré à l'église Santa Maria dell'Anima. Son neveu Cornelis de Wael est enterré à côté de lui,,. Deux jours avant sa mort, Ferdinand fait son testament, léguant sa collection d'art à son frère Jan,.
À Naples, Jan s'établit dans un premier temps comme marchand de céréales, de soie, de diamants et de dentelle. Plus tard, Van den Eynde devient également un banquier prospère,. En 1636, Van den Eynde conclut un partenariat avec Gaspar Roomer, dont la société s'occupe des produits de luxe, de la dentelle, de la soie, du grain, des diamants et de l'assurance des navires. Lorsque Van den Eynde devient l'associé de Roomer et copropriétaire de sa société, il y a une augmentation substantielle du volume des affaires de la société, en particulier dans les opérations de courtage et le commerce de la soie.
Jan van den Eynde devient extrêmement, riche. Cela lui permet, entre autres, d'acheter à son fils Ferdinand un titre de noblesse italienne,. Il achète le monumental palais Zevallos (dans le centre de Naples), qu'il acquiert en 1653,,,. Van den Eynde remplit le palais d'une colossale collection de peintures, d'artistes tels que Leonard Bramer, Giacinto Brandi, Jan van Boeckhorst, Jan Brueghel l'Ancien, Paul Bril, Viviano Codazzi, Aniello Falcone, Le Guerchin, David de Haen, Pieter van Laer, Jan Miel, Cornelius van Poelenburch, Cornelis Schut, Goffredo Wals, Bartolomeo Passante, Mattia Preti, Pierre Paul Rubens, Carlo Saraceni, Massimo Stanzione, Van Dyck, Simon Vouet, Pieter de Witte et bien d'autres,,,,. Tout au long de la période baroque, le Van den Eynde est la plus grande collection de peintures de Naples et du napoletano. Il comprend les plus belles œuvres d'art des peintres italiens et flamands,. Les collections de Van den Eynde influencent d'autres collectionneurs d'art de l'époque et ont une influence fondamentale sur la génération suivante de peintres locaux. Jan van den Eynde ne devient pas seulement l'un des hommes les plus riches de Naples, mais aussi l'une des figures les plus importantes de la ville italienne, développant des liens étroits avec la noblesse italienne et une relation étroite avec les vice-rois Les citoyens napolitains l'appellent Vandìn,,.

## Dernières années et progéniture
Jan van den Eynde fait son testament en 1671. Il meurt à Naples en 1674, la même année où décède son fils Ferdinand.
Ferdinand, marquis de Castelnuovo, est l'héritier désigné de Jan van den Eynde. Cependant, en 1671, Van den Eynde commande plusieurs legati. Il laisse un revenu annuel de 10000 ducats sur une partie de sa propriété foncière à son jeune petit-fils, Don Giovanni Mastrillo-van den Eynde, 3e marquis de Gallo (plus tard 5e duc de Marigliano), fils de sa fille Catherine van den Eynde, à condition qu'il ajoute Van den Eynde à son nom de famille (item lascio jure legati a D. Giovanni Mastrillo Marchese del Gallo mio carissimo nipote docati 10 mila di capitale con sue annue entrate, cioè docati 5000 sopra la gabella del carlino a staro d'oglio, che da me si possiede, e gli altri docati 5000 sopra la grana 25 ad oncia con li loro frutti, con condizione, che appresso il suo Cognome si debba mettere il mio di Vandeneynden) et le droit à 10 000 ducats n'est jamais vendu, prêtés ou promis.
Van den Eynde commande un legato identique pour le futur premier-né de son autre fille, Donna Giovanna Maria van den Eynde (mère de Giuseppe di Gennaro Vandeneynden, 1er prince de Sirignano), et Don Filippo di Gennaro, avec les mêmes conditions : que le nom de famille Van den Eynde soit annexé et que le droit ne soit jamais vendu ni donné. Les deux mariages produisent une progéniture et les deux héritiers ajoutent Van den Eynde à leur nom.
Le fils de Van den Eynde, Ferdinand (pour qui, comme mentionné, il a acheté un titre de pairie) épouse Olimpia Piccolomini, nièce du cardinal Celio Piccolomini. Il restaure le  palais Zevallos de Van den Eynde, élargit sa collection d'art et construit la villa Carafa du Belvédère à Vomero. Ferdinand a deux filles, Elisabeth et Giovanna, qui épousent les héritiers de deux des plus puissantes familles italiennes, les Colonna et les Carafa. Les deux mariages produisent une progéniture,,,.